# Cernay-l’Église
Cernay-l’Église település Franciaországban, Doubs megyében. Lakosainak száma 318 fő (2022. január 1.). Cernay-l’Église Thiébouhans, Damprichard, Maîche és Charquemont községekkel határos.

## Népesség
A település népességének változása:
| Lakosok száma | 117  | 225  | 232  | 259  | 305  | 304  | 302  | 309  | 312  | 318  |
|               | 1968 | 1982 | 1990 | 2006 | 2013 | 2015 | 2017 | 2019 | 2020 | 2022 |